# Knopf warenhuizen
De Knopf-warenhuizen waren tussen eind 19e en eind jaren 70 regionaal belangrijke Zuid-Duitse en Zwitserse handelsondernemingen. Ze zijn gesticht door leden van de joodse koopmansfamilie Knopf. 
Net als de familie Tietz (Hermann Tietz – Hertie – en Leonhard Tietz – later Kaufhof), kwamen ze uit het Poolse Międzychód, dat rond 1850 tot het Pruisische district Poznan behoorde en toen Birnbaum heette. Het eerste warenhuis van de broers en zussen Knopf werd in 1881 opgericht door de jongste van de gebroeders Knopf, Max Knopf (1857-1934), samen met zijn zus Johanna, die tien jaar ouder was dan hij, onder de naam Warenhaus Geschwister Knopf in Karlsruhe. Zijn broer Moritz, die vijf jaar ouder was dan hij, volgde hem met de opening van een warenhuis in Straatsburg onder de naam M. Button en een warenhuis in Lahr in het zuiden van Baden.
Zuster Eva Knopf trouwde met Rudolph Schmoller, die toen een warenhuis opende in Mannheim en in 1900 samen met zijn broer Hermann Kaufhaus Hansa in Frankfurt am Main opende. Het representatieve warenhuis werd gebouwd op de Paradeplatz van Mannheim in de stijl van een kasteel aan de Loire. In 1938 werd Schmoller gedwongen geariseerd. Anno 2022 is er een Galeria-filiaal op het plein. 
In 1887, opende de oudste van de Knopf-broers en zussen, Sally, een warenhuis in Freiburg im Breisgau, aanvankelijk als Strassburger Engros-Lager onder de bedrijfsnaam M. Knopf. Rond 1900 opereerde hij onder zijn eigen naam met 'S. Knopf'. Sally Knopf breidde zijn bedrijf uit naar Zwitserland en opende onder meer winkels in Bazel, Luzern, Interlaken en Fribourg. Een Knopf-warenhuis in Zürich die broeder Albert opende, kon niet overleven. Een voormalige manager van de vestiging in Zürich richtte later het warenhuis Brann op. Andere Knopf-vestigingen werden geopend in het zuiden van Baden, in Lörrach, Schopfheim, Emmendingen en later ook in Offenburg, die net als de Zwitserse vestigingen werden bevoorraad door het moederbedrijf in Freiburg.

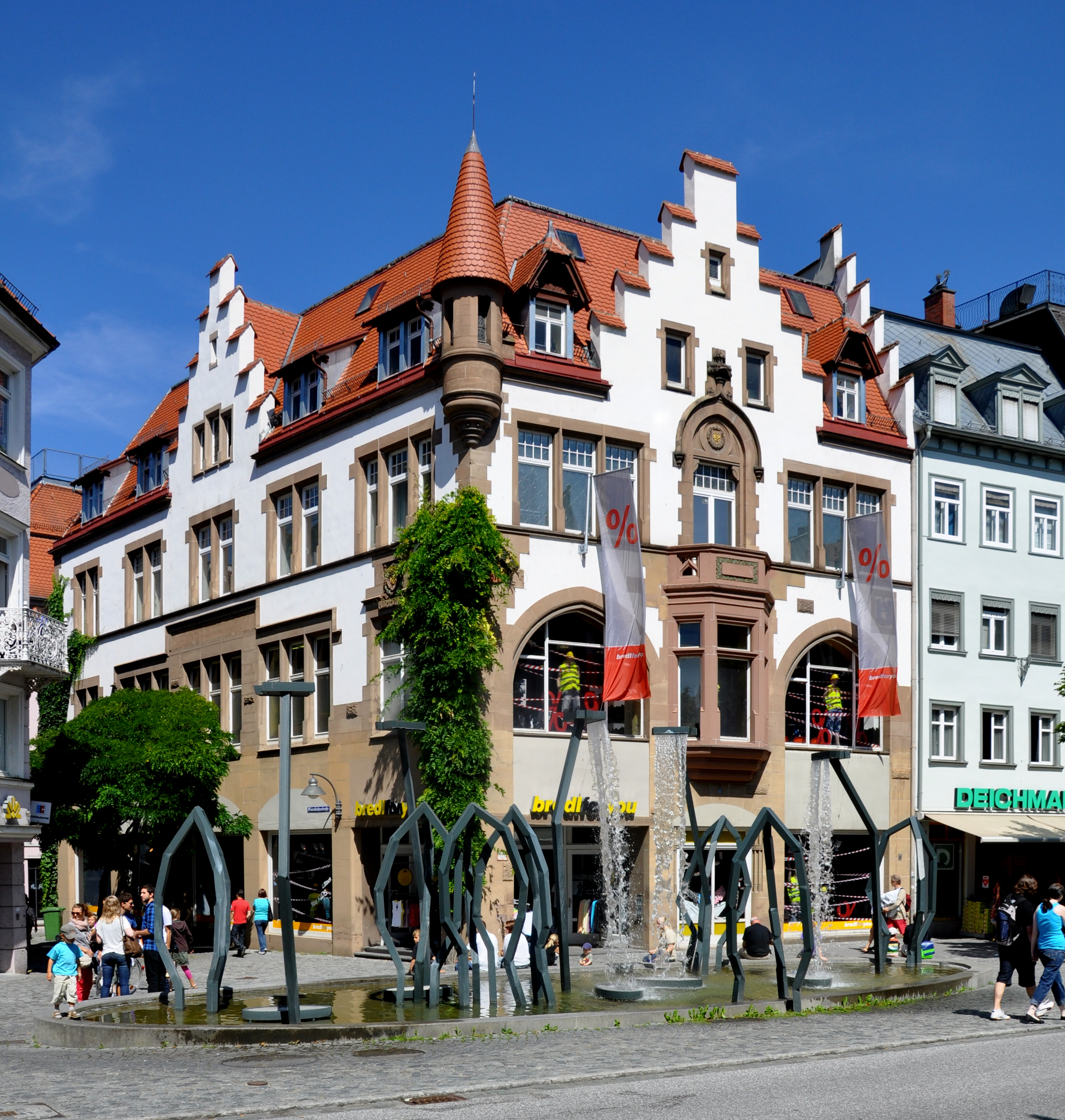
Voormalig warenhuis Knopf aan de Marienplatz in Ravensburg (foto uit 2011)

Door samen in te kopen konden de gebroeders Knopf lage prijzen bieden, wat in sommige gevallen voor problemen zorgde voor de lokale detailhandel. Tegen het einde van de Eerste Wereldoorlog hadden de gebroeders Button een imperium opgebouwd van ongeveer 70 warenhuizen, filialen en partnerbedrijven. De andere zakelijke relaties van de familie Knopf zijn grotendeels onbekend. Ook is niet bekend waarom de broers ook in elkaars buurten winkels openden. Max Knopf, die eigenlijk actief was in Noord-Baden, opende ook winkels in Stuttgart en Ravensburg, maar ook in het Moritz Knopf-gebied, in Metz, Luxemburg en de Elzas. Ook winkels in Konstanz, Winterthur en Schaffhausen waren van Max Knopf.
Met het einde van de Eerste Wereldoorlog gingen de huizen in de Elzas en Lotharingen verloren. In het Duitse Rijk overleefden de warenhuizen tot de arisering van 1937/38, hoewel het sentiment tegen de "warenhuis-joden", die de lokale detailhandel zouden schaden, al in 1933 was aangewakkerd.
Na de Tweede Wereldoorlog konden de erfgenamen van Sally Button, die opnieuw als vennoten werden hersteld, het warenhuis Freiburg met maximaal elf vestigingen in het zuiden van Baden tot 1982 voortzetten onder de naam "Kaufhaus für Alle". Op 4 maart 1978 werd Knopf AG uit Bazel na vier generaties familiebezit overgenomen door de kledinggroep C&A. In 1979 werden ook de overige Knopf-warenhuizen overgenomen door C&A en de warenhuisketen Loeb.